# Phyllanthus lanceifolius
Phyllanthus lanceifolius är en emblikaväxtart som beskrevs av Elmer Drew Merrill. Phyllanthus lanceifolius ingår i släktet Phyllanthus och familjen emblikaväxter.
Artens utbredningsområde är Filippinerna. Inga underarter finns listade i Catalogue of Life.